# Mohammed Wardi
Pour les articles homonymes, voir Wardi.
Mohammed Wardi (19 juillet 1932 – 18 février 2012 à Khartoum) est un chanteur et compositeur soudanais nubien.
Devenu communiste, très engagé politiquement, Wardi a écrit de nombreuses chansons patriotiques sur la liberté et la révolution très populaires qui font désormais partie du fonds commun de la culture soudanaise, et sont souvent connues dans les pays limitrophes, notamment dans la corne de l'Afrique. Il chantait en arabe ainsi qu'en nubien.

## Biographie
Mohammed Othmane Hassan Saleh Wardi naît le 19 juillet 1932.
Il commence sa vie professionnelle comme professeur de musique dans les années 1950. Il est très vite engagé politiquement en participant à un mouvement syndical pour défendre les droits des enseignants.
Membre du Parti communiste soudanais, il soutint le renversement des dictateurs Ibrahim Abboud en octobre 1964 et de Gaafar Nimeiry en 1985.
Il fut emprisonné à ce titre à plusieurs reprises.
En 1989, avec l'arrivée au pouvoir du général Omar el-Béchir et d'Hassan al-Tourabi et la mise en place d'un régime islamiste, Wardi part en exil volontaire et passe 13 ans au Caire.
Sa mort à Khartoum donne lieu à des funérailles nationales, en présence du chef de l'État en personne, le président el-Béchir et de milliers de personnes, qui sont retransmises en direct à la télévision. Il est enterré au cimetière Farouk, au sud du quartier de Khartoum 2.

## Documentaire
Wardi apparaît longuement dans le documentaire Our Beloved Sudan de Taghreed Elsanhouri sur la partition entre le Nord et le Sud alors qu'il donne un concert à Djouba plaidant pour la réconciliation.